# الفاروقي
فاروقي (بالإنجليزية: Farooqi)‏ ؛ كما ترجم كما فاروقي، Faruki أو آل فاروقي)، هو اسم أو لقب أصله عربي.

## الأصل
الاسم يدل أن أصله من سلالة الصحابي عمر بن الخطاب رضي الله عنه. الخليفة الثاني للإسلام. كان عمر يلقب «بالفاروق». معنى الفاروق هو الشخص الذي يميز بين الصواب والخطأ. تعد الفاروقية اليوم جماعة إسلامية متعددة اللغات منتشرة في كل من تركيا ورومانيا والشرق الأوسط وأجزاء من أوروبا.

## علم الانساب
الفاروقيون هم من نسل الصحابي عمر بن الخطاب رضي الله عنه، الخليفة السني الراشدي (من 581 إلى 644). ابنته حفصة بنت عمر وأحفاده من السلف. يعتبر الفارقيون من عشيرة بنو عدي من قبيلة قريش.

## تاريخ أحفاد
بعد أن لعب الفارقيون دوراً في مابعد الخلافة، انضمو إلى الإمبراطورية العثمانية وانتشروا في مختلف أنحاء العالم كقادة روحانيين أوعسكريين أوفي مختلف الإمبراطوريات والسلالات الإسلامية. إمبراطورياتهم الأصغر انتشارًا عبر الشرق الشرق وتركيا وأجزاء من أوروبا وجنوب آسيا. انظر أيضا قائمة الإمبراطوريات والسلالات المسلمة.
لعب محمد شريف الفاروقي (ضابط أركان عثماني عربي) دورًا محوريًا في الأحداث التي سبقت الثورة العربية ضد الأتراك العثمانيين في عام 1916.

## الإنتشار إلى بلاد الشام وتركيا
فاروق (تُعرف أيضًا باسم فاروقي) من أسماء العوائل الشهيرة الموجودة في بلاد الشام وتركيا. انظر أيضا فاروق.

## الفارقيون في السعودية
في المملكة العربية السعودية، يُعرف أبناء عمر بن الخطاب باسم العمري.

## الفارقيون في المملكة المتحدة والولايات المتحدة وكندا
يعيش عدد قليل جدًا من أجيال نسل الفاروق في الولايات المتحدة الأمريكية والمملكة المتحدة وكندا بسبب الهجرة.

## اقتباسات في الأدب
كتاب بعنوان «الفاروق» هو منشور رئيسي للأدب السني عام 1939 والذي تناول جزء كبير في علم النسب للصاحبي عمر بن خطاب. من خلال دراسة مستفيضة للموضوع، جمع المؤلف نعماني وقارن الحقائق التي كانت مدفونة في المخطوطات غير المنشورة في المكتبات الكبرى في إسطنبول وبيروت والإسكندرية وباريس وبرلين ولندن. نتج عن شعبية الكتاب العديد من الإصدارات في فترة قصيرة جدًا. ترجم الكتاب باللغة الإنجليزية من قبل المولى ظفرعلي خان وكان بعنوان «الفاروق: حياة عمر الأكبر (الخليفة الثاني للإسلام)». 

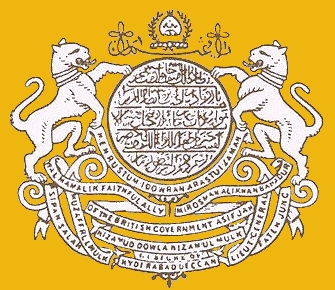

## من نسل الفارقيون
- عمر، الخليفة الثاني للإسلام
- حفصة بنت عمر زوجة محمد
- عبد الله بن عمر صهر محمد
- فاروق عبد الله، سياسي هندي
- فاروق (1948)، ممثل بنغلادش
- فاروق روزيماتوف، راقص باليه روسي
- فاروق شامي، رجل أعمال فلسطيني أمريكي
- فاروق الشرع، سياسي سوري
- فاروق، مصارع محترف (اسم الخاتم)
- شمس الرحمن فاروقي (ناقد أردو، شاعر ومنظر)
- خواجة غلام فريد، شاعر صوفي
- فضيلة الشيخ أحمد سرهندي
- مشرف علي فاروقي، كاتب كندي
- شاد سليم فاروقي، أستاذ القانون الماليزي
- شارميلا فاروقي، سياسية باكستانية
- صدف فاروقي، أستاذ الطب
- فواز فاروقي، مستشار العاهل السعودي
- سارة فاروقي، ممثلة ومديرة
- دوريا فاروقي، أتلانتا
- ستايسي فاروقي، مديرة أخبار إيه بي سي
- ديوان يوسف فاروقي، الملياردير الباكستاني
- افضال فاروقي، نائب رئيس بنك أمريكا، شيكاغو
- محمد عمر فاروقي، نائب رئيس آسيا والمحيط الهادئ كوداك وزيروكس
- شمس الرحمن فاروقي، ناقد أردو، كاتب
- نصير أحمد فاروقي، عالم إسلامي
- نزار أحمد فاروقي، عالم إسلامي
- مفتي بهاء الدين فاروقي، جامو وكشمير
- مشرف علي فاروقي، كاتب كندي
- إبراهيم بن أدهم، الصوفي القديس
- شاد سليم فاروقي، أستاذ وأستاذ ماليزي.
- إسماعيل الفاروقي، الفيلسوف الفلسطيني الأمريكي

## وصلات خارجية
- علم الانساب عمر بن خطاب